# Salena (pevka)
Selina-Maria Edbauer, znana pod umetniškim imenom Salena, avstrijska pevka in besedilopiska *11. marec 1998

## Biografija
Selina-Maria Edbauer je odraščala v Kammernu im Liesingtalu na Avstrijskem Štajerskem. 
Leta 2017 je Salena sodelovala v sedmi sezoni The Voice of Germany. Leta 2019 je poskušala zastopati Avstrijo na Pesmi Evrovizije s pesmijo »Behind the Waterfall«, vendar ORF ni izbral njene pesmi.  Leta 2021 je tekmovala v avstrijskem šovu talentov Starmania,  kjer je končala med 32 najboljšimi. 
Dne 31. januarja 2023 je bilo objavljeno, da sta Teya in Salena interno izbrani za predstavnici Avstrije na Pesmi Evrovizije 2023.  Njuna pesem »Who the Hell ist Edgar?« je bila objavljena 8. marca 2023. Nastopili sta v drugem polfinalu 11. maja 2023, kjer sta zasedli drugo mesto in se uvrstila v finale. Njuna končna uvrstitev je bila 15. mesto s 120 točkami. 

## Diskografija

### Pesmi
- »Pretty Imperfection« (2019)
- »Who the Hell ist Edgar?« (skupaj s Teyo, 2023)
- »Bye Bye Bye« (skupaj s Teyo, 2023)
- »Ho Ho Ho« (skupaj s Teyo, 2023)
- »Picky Promise« (2024)